# 앤디 벨 (1964년)
앤디 벨(Andy Bell, 1964년 4월 25일 ~ )은 잉글랜드의 음악 그룹 이레이저의 리드 싱어이다.

## 음반 목록
- 《Electric Blue》 (2005)
- 《Non-Stop》 (2010)
- 《Torsten the Bareback Saint》 (2014)
- 《Torsten, The Beautiful Libertine》 (2016)